# Another World (Antony and the Johnsons)
Another World è un EP del gruppo musicale Antony and the Johnsons, pubblicato nel 2008.

## Tracce
1. Another World – 4:02
2. Crackagen – 2:32
3. Shake That Devil – 5:19
4. Sing for Me – 2:30
5. Hope Mountain – 5:11